# Huberantha
Huberantha is een geslacht uit de familie Annonaceae. De soorten uit het geslacht komen voor van in Kenia tot in Mozambique, op de Comoren, op het eiland Madagaskar en van in (sub)tropisch Azië tot in het zuidwestelijke deel van het Pacifisch gebied.

## Soorten
- Huberantha amoena (A.C.Sm.) Chaowasku
- Huberantha asymmetrica I.M.Turner & Utteridge
- Huberantha capillata (A.C.Sm.) Chaowasku
- Huberantha ceramensis (Boerl.) Chaowasku
- Huberantha cerasoides (Roxb.) Chaowasku
- Huberantha decora (Diels) Chaowasku
- Huberantha flava (Merr.) I.M.Turner
- Huberantha forbesii (F.Muell. ex Diels) Chaowasku
- Huberantha gracilis (Burck) Chaowasku
- Huberantha henrici (Diels) Chaowasku
- Huberantha hirta (Miq.) Chaowasku
- Huberantha humblotii (Drake ex Cavaco & Keraudren) Chaowasku
- Huberantha jenkinsii (Hook.f. & Thomson) Chaowasku
- Huberantha keraudreniae (Le Thomas & G.E.Schatz) Chaowasku
- Huberantha korinti (Dunal) Chaowasku
- Huberantha leptopoda (Diels) Chaowasku
- Huberantha loriformis (Gillespie) Chaowasku
- Huberantha luensis (Pierre) Chaowasku
- Huberantha mossambicensis (Vollesen) Chaowasku
- Huberantha multistamina (G.E.Schatz & Le Thomas) Chaowasku
- Huberantha nitidissima (Dunal) Chaowasku
- Huberantha palawanensis (Merr.) I.M.Turner
- Huberantha papuana (Scheff.) I.M.Turner
- Huberantha pendula (Capuron ex G.E.Schatz & Le Thomas) Chaowasku
- Huberantha perrieri (Cavaco & Keraudren) Chaowasku
- Huberantha rumphii (Blume ex Hensch.) Chaowasku
- Huberantha sambiranensis (Capuron ex Le Thomas & G.E.Schatz) Chaowasku
- Huberantha senjiana (R.Mural., Naras. & N.Balach.) R.Mural., Naras. & N.Balach.
- Huberantha stuhlmannii (Engl.) Chaowasku
- Huberantha tanganyikensis (Vollesen) Chaowasku
- Huberantha trichoneura (Diels) Chaowasku
- Huberantha verdcourtii (Vollesen) Chaowasku
- Huberantha vitiensis (Seem.) Chaowasku
- Huberantha whistleri I.M.Turner & Utteridge